# Abdullah Çatlı
Abdullah Çatlı (Nevşehir, 1º giugno 1956 – Susurluk, 3 novembre 1996) è stato un criminale e terrorista turco.
Figura di spicco nel mondo della criminalità organizzata fondò inoltre il gruppo terrorista dei "Lupi grigi", considerati il ramo giovanile del partito ultranazionalista Milliyetçi Hareket Partisi. La sua morte a Susurluk in un incidente automobilistico, nel quale rimase ucciso anche un ufficiale di polizia, rivelò la complicità dello Stato con il crimine organizzato.

## Biografia
Essendo cresciuto a Nevşehir, una piccola provincia nell'Anatolia centrale, Çatlı aveva familiarità con il punto di vista dell'estrema destra del MHP e degli ultra nazionalisti turchi. Per lo stato lui era un killer, a cui avevano ordinato di uccidere i probabili membri del Partito dei Lavoratori del Kurdistan (PKK) e dell'ASALA.
Si crede che Çatlı sia responsabile, insieme a Haluk Kırcı, del Massacro di Bahçelievler il 9 ottobre 1978 durante il quale sette studenti universitari, membri del Partito dei Lavoratori turco, furono assassinati. Egli ha inoltre affermato di aver aiutato Mehmet Ali Ağca ad uccidere l'editore di sinistra Abdi İpekçi il 1º gennaio 1979 a Istanbul, ed ha aiutato Ağca a scappare dalla prigione militare di Istanbul nel 1979.
Secondo il giornalista investigativo Lucy Komisar, Abdullah Çatlı "secondo delle testimonianze, ha aiutato ad organizzare la fuga di Ağca dalla prigione militare di Istanbul e alcuni suggeriscono che Catlı sia anche coinvolto nell'attentato a Giovanni Paolo II del 1981. Nel 1998 il magazine Monde diplomatique presunse che Abdullah Çatlı avesse organizzato l'attentato "in cambio di una somma di 3 milioni di marchi" per i Lupi grigi. Nel 1985 a Roma, Catlı dichiarò ad un giudice "che era stato contattato dal BND, l'agenzia segreta tedesca, che gli promise una forte somma di denaro se avesse coinvolto i servizi segreti russi e bulgari nel tentativo di assassinio contro il Papa".
Çatlı fu visto insieme a Stefano Delle Chiaie, un neofascista italiano che lavorava per l'Organizzazione Gladio, un'organizzazione paramilitare segreta stay-behind della NATO, mentre "viaggiava per l'America Latina e in una visita a Miami nel settembre 1982". Andò quindi in Francia, dove, con lo pseudonimo di Hasan Kurtoğlu, pianificò una serie di attacchi contro gli armeni e l'ASALA, compresa l'esplosione del monumento armeno di Alfortville il 3 maggio 1984 e l'assassinio dell'attivista Ara Toronian.
Secondo il fondatore della contro-guerrilla Alparslan Türkeş, il fondatore dei Lupi grigi, "Catli ha collaborato nell'ambito di un servizio segreto che lavora per il benessere dello Stato".
L'intelligence turco MİT pagò Çatlı con l'eroina, e alla fine fu arrestato a Parigi il 24 ottobre 1984 per traffico di droga. Fu condannato a sette anni di reclusione e nel 1988 fu portati in Svizzera, dove era ricercato per spaccio di droga. Tuttavia, scappò nel marzo del 1990 con l'aiuto di misteriosi complici. Tornò in Turchia e fu reclutato dalla polizia per "missioni speciali" anche se era ricercato dalle autorità turche per omicidio.
Il primo ministro turco Tansu Çiller dichiarò il 4 ottobre 1993: "Conosciamo la lista degli uomini d'affari e degli artisti ricattati dal PKK e noi dovremmo arrestare i loro membri". A cominciare dal 14 gennaio 1994, almeno cento persone furono rapite da commando che indossavano uniformi e viaggiavano su veicoli della polizia, per essere uccisi da qualche parte sulla strada da Ankara a Istanbul. Çatlı chiese dei soldi per le persone della "Lista Çiller", promettendo di cancellare quei nomi. Una delle sue vittime, Behçet Canturk, pagò 10 milioni di dollari, ai quali Casino King Omer Luftu Topal aggiunse altri diciassette milioni. Tuttavia, dopo aver ricevuto i soldi, li rapì e li uccise, dopo averli torturati.

## Morte
Çatlı è morto in un incidente stradale il 3 novembre 1996 a Susurluk, una città nella provincia di Balıkesir. Con lui nell'auto si trovavano Hüseyin Kocadağ, un famoso agente di polizia, Sedat Bucak, membro del Parlamento del Partito Democratico per la provincia di Şanlıurfa, e Gonca Us, fidanzata di Abdullah Çatlı ed ella stessa assassina di mafia. Sedat Bucak, che era anche un signore della guerra e capo di alcuni villaggi kurdi, fu l'unica persona a sopravvivere all'incidente. La sua milizia, finanziata dal governo turco, era attiva contro il PKK. Le vicende seguite alla morte di Çatlı e gli altri furono parte dell'intrigo politico a livello nazionale noto come scandalo Susurluk, che espose anche la reale esistenza del gruppo clandestino antidemocratico Derin Devlet, fino ad allora rigettata come una paranoica teoria cospirativa.
All'epoca della morte, Çatlı era in latitanza condannato in contumacia per omicidio e traffico di droga. Al suo funerale presero parte i capi dei Lupi Grigi, incluso anche il loro assassino Mehmet Ali Ağca, i quali omaggiarono un tributo alla cerimonia, come da tradizione in Turchia. Era inoltre presente Muhsin Yazıcıoğlu del partito di estrema destra Grande Partito dell'Inione.

## Vita privata
Il padre di Çatlı si chiamava Ahmet Çatlıoğlu; il suffisso "-oğlu" è un patronimico. Çatlı ha un fratello: Zeki. Si sposò con la vicina Meral Aydoğan il 10 agosto 1974. Il 22 maggio 1975 ebbero una figlia di nome Gökçen, che ha studiato relazioni politiche internazionali. Successivamente ebbero una seconda figlia: Selcen.
Sua figlia Gökçen scrisse una biografia, riferendosi a diari che risalivano a dieci anni prima, al fine di correggere le imprecisioni che si erano diffuse dopo la sua morte.
Gökçen disse: "Mio padre aveva un suo modo di vedere la giustizia. Stava tentando di raggiungere questa giustizia con il suo gruppo nel nome nella sua nazione."

## Nella cultura popolare
- Il romanzo di Bruce Sterling del 2000 Zeitgeist include il personaggio principale di "Mehmet Ozbey" vagamente basato su Çatlı.